# Псевдослучайный алгоритм
Псевдослучайный алгоритм шифрования — такой алгоритм шифрования, что каждый блок (символ) исходного текста шифруется своим собственным ключом, причём каждый следующий ключ является следующим членом псевдослучайной последовательности, а основной (базовый) ключ — первым элементом этой последовательности.

## Особенности построения
- За основу любого такого алгоритма шифрования может браться любой алгоритм шифрования (зачастую довольно простой), такой алгоритм называется внутренним.
- Исходное сообщение разбивается на некоторое количество блоков, желательно не большее, чем период выбранного генератора псевдослучайных чисел.
- Каждый блок с номером i шифруется выбранным алгоритмом шифрования при помощи i-го ключа (ключ равен i-му члену псевдослучайной последовательности).
- Зашифрованный текст представляет собой совокупности зашифрованных таким образом блоков записанных в той же последовательности.

## Выбор внутреннего алгоритма
Выбор внутреннего алгоритма сильно зависит от требований, предъявляемых к псевдослучайному алгоритму
шифрования. Так существует ряд задач, для которых даже внутренний алгоритм выбирается наиболее 
криптостойким, однако куда более широкое распространение получили псевдослучайные
алгоритмы, где в качестве внутреннего алгоритма шифрования применяются довольно простой, поэтому сам 
по себе не криптостойкий алгоритм. Выбор простого алгоритма напрямую связан с 
требованиями к скорости зашифровки и расшифровки.
Выбор генератора псевдослучайных чисел также 
зависит от требований к псевдослучайному алгоритму шифрования.  Если максимальная длина сообщений 
довольно большая (от 16 Мб) и требования к длине блока высокие (например не более 1 байта на блок или
ещё выше), то даже самые лучшие конгруэнтные генераторы не могут быть использованы в качестве 
необходимого нам генератора псевдослучайных чисел. Зато, если 
область применения нашего псевдослучайного алгоритма — шифрование относительно коротких сообщений (длиной меньше 1 Кб), а их актуальность во времени не значительна, то в 
качестве генератора псевдослучайных чисел может быть выбран
довольно простой генератор, что также повысит скорость зашифровки и расшифровки.

## Примеры
1. Рассмотрим простейший вариант использования подобного алгоритма. В качестве внутреннего алгоритма возьмем шифр Цезаря, размер блока возьмём равным одному символу, а в качестве генератора псевдослучайных чисел возьмем ki+1 = (a ki + b) mod p, то есть каждый следующий ключ нашего алгоритма вычисляется по такой формуле из предыдущего, длину ключа положим равной ~256 бит, соответственно p возьмём 2256, константы a и b положим соответственно (3 + 2255) и 0. Как известно период зацикливания для такого генератора псевдослучайных чисел составляет ~p/4, то есть 2254, что вполне достаточно для того, чтобы зашифровать файл довольно большой длины, исключив возможность многократного повторения цикла, достаточного для проведения частотного анализа. Однако такой алгоритм имеет очевидные недостатки. А именно, зная какую-то часть зашифрованного текста (скажем, криптоаналитик знает, что каждое своё сообщения вы начинаете словом «Привет!»), можно легко восстановить ключ на 1—7 шаге, а значит и все ключи. Это приводит нас к небольшой модернизации этого алгоритма.
2. В качестве внутреннего алгоритма возьмём всё тот же шифр Цезаря, размер блока возьмём равным одному символу, в качестве генератора псевдослучайных чисел возьмем mi+1 = (a mi + b) mod p, ki+1 = SumC((a mi + b) mod p), длину ключа также положим равной ~256 бит, соответственно p возьмём 2256, константы a и b положим соответственно (3 + 2255) и 0, а функция SumC — функция вычисляющая сумму цифр числа, при этом базовый ключ это уже не k1, а m1. Заметим, что в этом случае вычисление mi, даже зная ki, весьма затруднительно.
3. Один из подобных алгоритмов был разработан и реализован Александром Березинским в период с 2005 по 2009 год. В нем в качестве внутреннего алгоритма был взят алгоритм Цезаря на чаровском круге, отличающийся от обычного шифра Цезаря тем, что вместо 26-символьного алфавита используется таблица ASCII, в качестве же генератора псевдослучайных чисел используется Hi + 1 = Hi7 mod 10100, ki+1 = SumC(H(i)7 mod 10100), где H1 — базовый ключ, длина которого ~332 бит, а SumC — функция, вычисляющая сумму цифр числа. Также предусмотрено от 2 до 10 раундов шифрования (количество раундов равно первой значащей цифре H1 + 1), то есть по окончании зашифровки одного раунда зашифрованный файл подаётся на вход и шифруется снова, причём H1 каждого следующего раунда равен последнему Hn предыдущего.
4. Однако, как известно, кроме шифра Цезаря существует множество куда более криптостойких алгоритмов шифрования и куда более хороших генераторов псевдослучайных чисел, чем представленные выше, то есть можно взять в качестве алгоритма шифрования AES, а в качестве генератора псевдослучайных чисел конгруэнтные генераторы по алгоритму, предложенному Национальным бюро стандартов США, который имеет длину периода 224. Однако нетрудно понять, что такой алгоритм будет работать дольше, чем все вышеперечисленные.

## Замечания
Все приведенные выше примеры — симметричные алгоритмы шифрования. Никаких сведений об асимметричных псевдослучайных алгоритмах шифрования по состоянию на 2009 год нет. Существуют как потоковые, так и блочные шифры, реализованные в концепции псевдослучайного алгоритма шифрования.

## Внешние ссылки
1. Простейшие алгоритмы генерации
2. Анализ псевдослучайных последовательностей